# Hemiceras teffea
Hemiceras teffea är en fjärilsart som beskrevs av William Schaus 1928. Hemiceras teffea ingår i släktet Hemiceras och familjen tandspinnare. Inga underarter finns listade i Catalogue of Life.